# مذكرات قاتل
مذكرات قاتل (بالكورية: 살인자의 기억법) هو فيلم كوري جنوبي. مقتبس من رواية للكاتب الكوري كيم يونغ ها. الفيلم من بطولة سول كيونغ غو. وكيم نام غيل وكيم سول هيون.

## القصة
قاتل مُتسلسل سابق مُصاب بمرض آلزهايمر يُخطط لجريمته الأولى بعد 17 سنة مُكافحًا لإستعادة ذكرياته لأجل حماية ابنته من قاتل متسلسل استهدفها.

## روابط أضافية
- مذكرات قاتل على موقع IMDb (الإنجليزية)
- مذكرات قاتل على موقع روتن توميتوز (الإنجليزية)
- مذكرات قاتل على موقع نتفليكس (الإنجليزية)
- مذكرات قاتل على موقع بوكس أوفيس موجو (الإنجليزية)
- مذكرات قاتل على موقع فيلمافينيتي (الإسبانية)
- مذكرات قاتل على موقع قاعدة بيانات الفيلم (الإنجليزية)
- مذكرات قاتل على موقع ليتربوكسد (الإنجليزية)
- مذكرات قاتل على موقع كينوبويسك (الروسية)
- مذكرات قاتل على هانسينما